# Diócesis de Alais
La diócesis de Alais o diócesis de Alès (en latín, Dioecesis Alesiensis o Dioecesis Alessiensis) es una sede suprimida de la Iglesia católica. Fue creada en 1694 y era una de las diócesis históricas de la antigua provincia de Languedoc. La sede episcopal fue abolida en 1801. Desde 1877, los obispos diocesanos de Nimes han llevado el título de obispo de Alès y luego el de obispo de Nimes y Alès.

## Territorio
La diócesis incluía parte del Languedoc. Limitaba al norte con la diócesis de Mende, al este con la de Uzès, al sur con las diócesis de Montpellier y Nimes, y al oeste con las Lodève, Vabres y Rodez.
La sede episcopal estaba en la ciudad de Alès, en el actual departamento de Gard, donde la iglesia de San Juan Bautista servía de catedral.
En 1744, la diócesis incluía 80 parroquias, divididas en 7 arciprestazgos: Alès, Anduze, Meyrueis, Lasalle, Saint-Hippolyte, Sumène e Le Vigan.
En el siglo XVIII, existían dos abadías benedictinas en la diócesis, Cendras y Saint-Pierre de Sauve, y un priorato cisterciense, Saint-Etienne de Tornac. En Alès, desde el siglo XIII se encontraba la abadía femenina de Santa Clara.

## Historia
En la época merovingia, en el territorio de Alès, se había erigido la diócesis de Arisitum, que sobrevivió hasta el siglo VII para luego ser anexionada a la diócesis de Nimes.
Hasta 1629, Alès había sido un bastión de los hugonotes que, tras la paz de Alais, tuvieron que abandonar la ciudad. Para fortalecer y consolidar la presencia católica en el territorio, fue creada la diócesis el 17 de mayo de 1694 con la bula pontificia Animarum zelus del papa Inocencio XII, tomando territorio de la diócesis de Nimes. Fue sufragánea de la archidiócesis de Narbona.
François Chevalier de Saulx, exvicario de la diócesis de Nimes, fue nombrado su primer obispo, después de ser enviado a la zona desde 1687 para combatir la herejía y evangelizar el territorio de Alès. En 1733, el obispo Charles de Bannes d'Avejan fundó un colegio eclesiástico en la ciudad episcopal, que también sirvió como seminario.
La diócesis yuvo una vida breve. De hecho, fue suprimida tras el acuerdo del Concordato de 1801 con la bula Qui Christi Domini del papa Pío VII del 29 de noviembre, siendo su territorio incorporado al de las diócesis de Aviñón y Mende. El 6 de octubre de 1822, el territorio de la antigua sede de Alès se convirtió en parte de la restablecida diócesis de Nimes.
Desde el 27 de abril de 1877, los obispos de Nimes llevan el título de la suprimida diócesis de Alès.

## Obispos de Alais

### Obispos diocesanos de Alès
- François Chevalier de Saulx † (17 de mayo de 1694 - octubre 1712 fallecido)
- Louis François-Gabriel de Henin-Liétard † (28 de abril de 1713 - 27 de mayo de 1720 nominado arzobispo de Embrun)
- Charles de Bannes d'Avejan † (16 de junio de 1721 - 23 de mayo de 1744 fallecido)
- Louis-François de Vivet de Montclus † (18 de diciembre de 1744 - 21 de julio de 1755 fallecido)
- Jean-Louis du Buisson de Beauteville † (16 de febrero de 1756 - 25 de marzo de 1776 fallecido)
- Pierre-Marie-Madeleine Cortois de Baloré † (20 de mayo de 1776 - 20 de junio de 1784 renuncia)
- Louis-François de Bausset-Roquefort † (25 de junio de 1784 - 1801 renuncia)

### Obispo titular de Alès
- Desde el 7 de julio de 2009: Mons. Patrick Le Gal (Sede titular de Arisitum)[2]